# Babar – król słoni
Babar – król słoni (ang. Babar: King of the Elephants, niem. Babar – König der Elephanten, fr. Babar, roi des éléphants, 1999) – kanadyjsko-niemiecko-francuski film animowany o słoniku Babarze. Emitowany w Canal+, następnie w telewizji Polsat.

## Wersja angielska
- Dan Lett – Babar
- Philip Williams – Zefir
- Janet-Laine Green – Celeste
- Amos Crawley – Wuj Artur
- Chris Wiggins – Cornelius
- Ellen-Ray Hennessy – Mama Babara / Misfortune
- Allen Stewart-Coates – Rataxes

i inni

## Wersja francuska
- Alexis Pivot – Babar
- Hervé Rey – Zefir
- Jean-Jacques Nervest – Rataxes
- Paul Nivet – Artur
- Philippe Dumat – Cornelius
- Franck-Olivier Bonnet – Pamir
- Michel Barbey – Fotograf

i inni

## Wersja polska
Opracowanie: Master Film na zlecenie Canal+

Reżyseria: Cezary Morawski

Dialogi: Joanna Klimkiewicz

Dźwięk: Elżbieta Mikuś

Montaż: Jan Graboś

Teksty piosenek: Andrzej Brzeski

Opracowanie muzyczne: Eugeniusz Majchrzak

Kierownik produkcji: Ilona Braciak

Wystąpili:
- Krzysztof Kołbasiuk – Babar
- Krystyna Królówna – Celestyna
- Cezary Kwieciński
- Ryszard Nawrocki
- Mieczysław Gajda
- Aleksandra Konieczna
- Małgorzata Boratyńska
- Alicja Rojek
- Józef Mika
- Jacek Braciak
- Edyta Jungowska
- Stefan Knothe
- Tomasz Marzecki
- Grzegorz Miśtal

i inni
Wykonanie piosenek: Beata Bandurska, Joanna Pałucka, Monika Wierzbicka, Piotr Gogol, Adam Krylik, Dariusz Odija, Paweł Szczesny